# Katedra Zwiastowania w Aleksandrii
Katedra Zwiastowania – prawosławna katedra w Aleksandrii, główna świątynia Prawosławnego Patriarchatu Aleksandryjskiego.
Katedrę zbudowano w XIX w., konsekracja miała miejsce w 1856. Znaczna część elementów budowlanych i wyposażenia świątyni pochodzi spoza Egiptu – ikony z Konstantynopola, okna z Paryża, zegar (znajdujący się na fasadzie budowli) – z Londynu (wykonany przez Fredericka Denta), natomiast żyrandole – z Rosji.
Katedra jest miejscem intronizacji prawosławnych patriarchów aleksandryjskich.
W 2006 świątynia była remontowana.

## Galeria

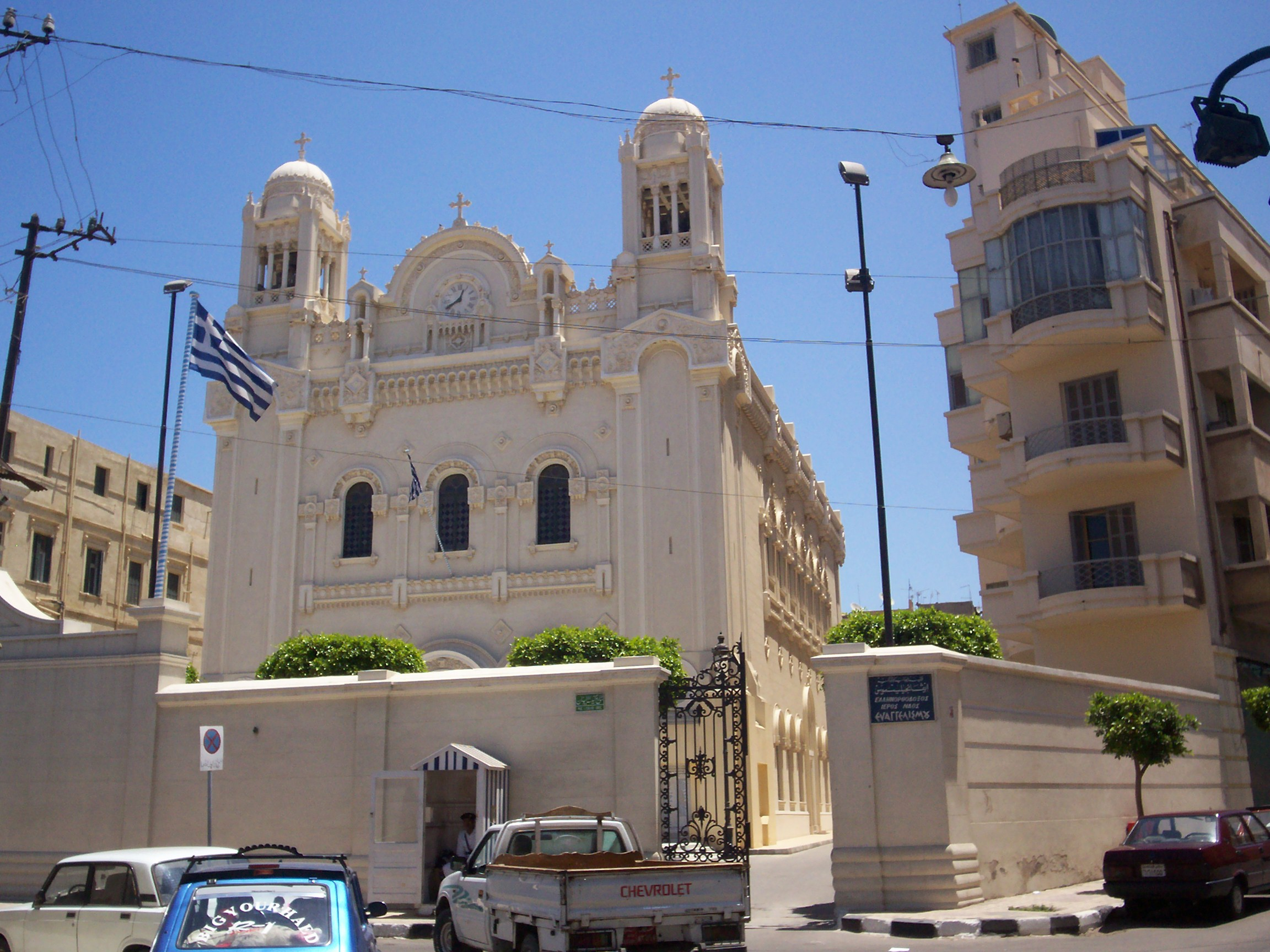
Widok ogólny
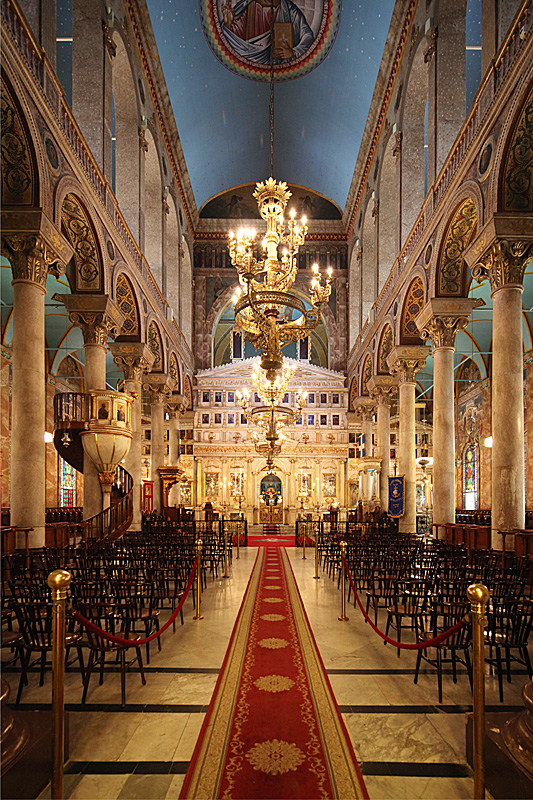
Wnętrze
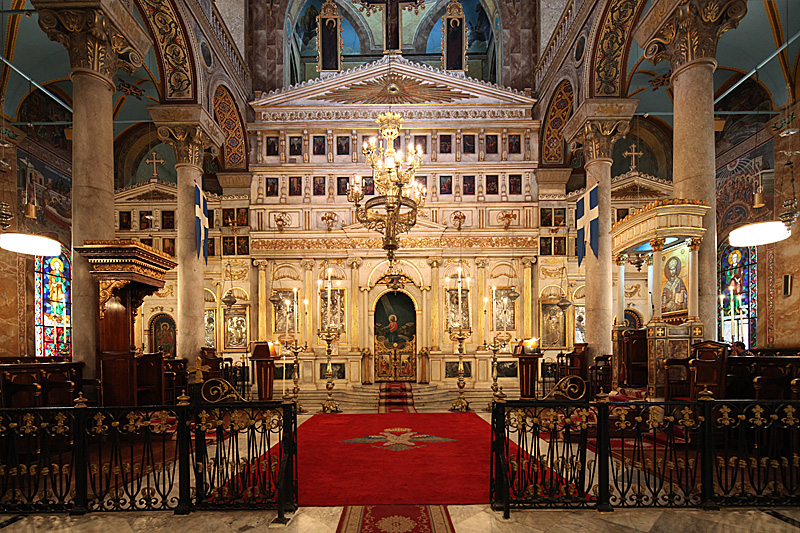
Ikonostas